# Capo Agulhas
Capo Agulhas (in afrikaans Kaap Agulhas; in inglese Cape Agulhas; in portoghese Cabo das Agulhas) è il punto più meridionale del continente africano.
Si trova amministrativamente in Sudafrica, nella provincia del Capo Occidentale, e appartiene alla municipalità omonima di Cape Agulhas nel distretto di Overberg.
Intorno al capo si estende il Parco nazionale Agulhas, istituito nel 1998. Situato a circa 170 km a sud-est di Città del Capo, Capo Agulhas è considerato dagli oceanografi il confine di terra tra gli oceani Atlantico e Indiano.

## Etimologia
Il nome del luogo significa aghi in portoghese; si riferisce probabilmente agli aghi delle bussole, che pur essendo fortemente disturbate dalle correnti magnetiche in gran parte della zona circostante, ad Agulhas puntavano esattamente verso il nord geografico; oggi invece, a causa dello spostamento dei poli magnetici, si osserva una discrepanza di circa 24°. Secondo altre fonti, il termine "aghi" potrebbe riferirsi ai numerosi scogli, che costituiscono un pericolo per la navigazione.

## Geografia
Si tratta di una spiaggia brulla, rocciosa e poco appariscente, dove se non fosse per un cippo che segna il punto preciso, non si sarebbe in grado di riconoscere quale roccia sia esattamente quella più a sud, poiché la curvatura della costa è molto graduale. Le rocce che costituiscono il capo sono il prolungamento del sistema roccioso a cui appartiene anche la Table Mountain. La vegetazione è quella tipica del Cape Floral Kingdom, una sorta di macchia mediterranea detta fynbos.
L'Organizzazione idrografica internazionale considera capo Agulhas l'estremo della linea di confine ufficiale che divide l'oceano Indiano dall'oceano Atlantico. Il punto più a sud dell'Africa si trova ad una latitudine di 34° 49′ 58″ sud e una longitudine di 20° 00′ 12″ est. Un piccolo monumento ne segna il punto esatto e qui s'incontrano anche le acque degli oceani Atlantico e Indiano. Qui si scontrano pure le due correnti di Agulhas (calda, proveniente dall'Indiano) e Benguela (fredda, proveniente dall'Atlantico). 
La corrente di Agulhas, con una temperatura di circa 20°, proviene dalla costa orientale dell'Africa; procede a circa 16-40 km al giorno, è larga 250 km (per una portata complessiva di 15 milioni di metri cubi d'acqua al secondo), e abbonda di plancton. La Benguela è più potente, conduce oltre 80 milioni di metri cubi d'acqua al secondo, e moltissimi pesci. Dopo l'incontro con la Benguela, l'Agulhas ripiega verso est; mentre compie questo movimento, lascia andare ampi flussi circolari (detti "anelli di Agulhas") che scorrono nell'Atlantico meridionale, portando enormi quantità di calore e sale nell'oceano confinante. Questo meccanismo è uno degli elementi chiave del sistema di circolazione termoalina del pianeta.
Capo Agulhas, al pari del suo omologo capo di Buona Speranza, è noto per essere un cimitero di navi (anche la costa degli Scheletri in Namibia, a Nord del Sudafrica è molto pericolosa per la navigazione). La zona è ricca di resti di naufragi (un interessante museo sui naufragi si trova a Bredasdorp: "Bredasdorp Shipwreck Museum"). La presenza frequente di nebbie, di correnti mutevoli e di scogli rendono pericolosa la navigazione. A causa dell'incontro delle correnti, le acque di fronte al capo tendono a essere agitate e violente, soprattutto in inverno, con onde anomale che possono raggiungere i 30 metri di altezza. 
Inoltre, spesso, i venti arrivano ad una velocità di 120–150 km/h. e non sono rari gli iceberg alla deriva. Cooranga, Elise, European, Federal Lakes, Geortyrder, Gouritz e Gwendola sono solo alcune delle innumerevoli navi affondate dalla violenza del mare di Agulhas. Come aiuto ai naviganti, sull'estremo lembo di terra del capo fu costruito nel 1848 un faro, il secondo più antico fra quelli ancora funzionanti in Sudafrica. Dal faro, lungo un sentiero roccioso, è possibile raggiungere uno dei relitti che testimoniano la pericolosità di queste acque, quello della Meisho Maru.
Quando sono calme, le acque vicino alla costa di Agulhas, sono una delle migliori zone di pesca del Sudafrica. Vengono chiamate banco di Agulhas, fanno parte del bacino di Agulhas e hanno una profondità inferiore ai 100 metri. Solo a 250 chilometri dalla costa il fondale inizia a diventare più profondo. Qui, al confine della piattaforma continentale, la profondità marina varia da circa 200 m a più di 4.000. Capo Agulhas si trova a circa 230 km da Città del Capo, dalla quale può essere raggiunto con la strada N2, girando a Caledon e passando attraverso Bredasdorp. Arrivando da est, si lascia la strada N2 vicino a Swellendam e si attraversa Bredasdorp per arrivare a capo Agulhas. Le cittadine più vicine al capo sono L'Agulhas e il villaggio di pescatori di Struisbaai.

## Clima
A differenza di capo Horn (il suo omologo sudamericano), il clima in questa zona è mite: la zona del capo Agulhas presenta un clima mediterraneo tendenzialmente oceanico con secche gradevoli estati e freschi umidi inverni, con una media annua di pioggia di circa 450 mm. Temperature: Gennaio max: 23,8 °C (min: 17,7 °C); Luglio max: 16,5 °C (min: 10,8 °C).

## Economia
Il retroterra di Agulhas è rinomato per la produzione di ottimi vini, soprattutto il Pinotage (ma anche Sauvignon Blanc, Merlot, Hanepoot, Shiraz e Pinot nero).